# Labergement-Foigney
Labergement-Foigney is een gemeente in het Franse departement Côte-d'Or (regio Bourgogne-Franche-Comté) en telt 418 inwoners (2005). De plaats maakt deel uit van het arrondissement Dijon.

## Geografie
De oppervlakte van Labergement-Foigney bedraagt 7,7 km², de bevolkingsdichtheid is 54,3 inwoners per km².
De onderstaande kaart toont de ligging van Labergement-Foigney met de belangrijkste infrastructuur en aangrenzende gemeenten.

## Demografie
Onderstaande figuur toont het verloop van het inwonertal (bron: INSEE-tellingen).